# Вулиця На Четвертях (Львів)
Вулиця На четвертях — вулиця у Залізничному районі Львова, місцевість Левандівка. Сполучає вулицю Повітряну із вулицею Немирівською.
Вулиця названа так 1933 року. Від 1923-го вона називалася Затишшя. Забудова: одноповерховий конструктивізм 1930-х, одноповерхова садибна забудова, одно- і двоповерхові забудови 2000-х років.